# サム・ミッチェル
サム・ミッチェル（Samuel E. Mitchell, Jr.、1963年9月2日 - ）は、アメリカ合衆国ジョージア州コロンバス出身のバスケットボール指導者で元NBA選手。身長198cm、体重95kg。

## 経歴

### 選手時代
1985年のNBAドラフト3巡目、57位でヒューストン・ロケッツに指名を受けたが、CBAのウィスコンシン・フライヤーズに入団しプロのキャリアを開始した。USBLを含め2シーズンプレーした後、フランスに渡り2シーズンプレーした。1989年にミネソタ・ティンバーウルブズに入団しNBAデビューした。インディアナ・ペイサーズの2シーズンを含め13シーズンプレーした後、2002年選手を引退した。NBAでの成績は通算得点：8,636 (8.7 ppg)、アシスト：1,089 (1.1 apg)、リバウンド：3,711 (3.7 rpg)。

### コーチ時代
2002年から2シーズンミルウォーキー・バックスのアシスタントコーチを務めた後、トロント・ラプターズのヘッドコーチに就任し4シーズン指揮を執り、3シーズン目の2007年には最優秀監督賞を受賞した。その後ニュージャージー・ネッツ、ミネソタ・ティンバーウルブズでアシスタントコーチを務めており、2015-16シーズンは、ヘッドコーチのフリップ・ソーンダーズがシーズン直前に他界したことにより暫定ヘッドコーチを務めたが、アンドリュー・ウィギンス、ザック・ラヴィーン、カール＝アンソニー・タウンズといった若きタレント陣を上手く纏めることが出来ず、29勝53敗に終わり、シーズン終了後に退任した。

## ヘッドコーチ成績
| チーム                       | シーズン | G   | W   | L   | W–L% | シーズン結果        | PG | PW | PL | PW–L% | 最終結果         |
| ---------------------------- | -------- | --- | --- | --- | ---- | ------------------- | -- | -- | -- | ----- | ---------------- |
| トロント・ラプターズ         | 2004–05  | 82  | 33  | 49  | .402 | アトランティック4位 | —  | —  | —  | —     | プレーオフ不出場 |
| トロント・ラプターズ         | 2005–06  | 82  | 27  | 55  | .329 | アトランティック4位 | —  | —  | —  | —     | プレーオフ不出場 |
| トロント・ラプターズ         | 2006–07  | 82  | 47  | 35  | .573 | アトランティック1位 | 6  | 2  | 4  | .333  | 1st.ラウンド敗退 |
| トロント・ラプターズ         | 2007–08  | 82  | 41  | 41  | .500 | アトランティック2位 | 5  | 1  | 4  | .200  | 1st.ラウンド敗退 |
| トロント・ラプターズ         | 2008–09  | 17  | 8   | 9   | .471 | 解雇                | —  | —  | —  | —     | —                |
| ミネソタ・ティンバーウルブズ | 2015–16  | 82  | 29  | 53  | .354 | ノースウェスト5位   | —  | —  | —  | —     | 不出場           |
| Career                       |          | 427 | 185 | 242 | .433 |                     | 11 | 3  | 8  | .273  | —                |